# Радомир Путник
Радомир Путник е сръбски военен деец от времето на войните за независимост на Сърбия от Османската империя до Първата световна война, войвода. Като фактически командващ на сръбската армия печели редица победи срещу османски и австро-унгарски войски в периода 1912-1914 г., в резултат на които Сърбия почти удвоява територията си, завземайки Косово и Вардарска Македония.

## Биография
Путник завършва артилерийско училище и става офицер през 1866 г. Участва във войните срещу Османската империя от 1876-1878 г. и във войната срещу България от 1885 г. През 1889 г. завършва висше училище за щабни офицери. Достига генералско звание и длъжност началник на генералния щаб през 1903 г. Впоследствие на три пъти е министър на войната и прави много за модернизиране на сръбската армия. Произведен е в чин войвода (сръбски еквивалент на маршал) през октомври 1912 г. заради победата над турците в Кумановската битка (по време на Балканската война). След Втората Балканска война ръководи потушаването на българо-албанското Охридско-Дебърско въстание и масовите сръбски зверства над местните българи и албанци, осъществени тогава. В началото на Първата световна война, през 1914 г., Путник ръководи успешната защита на Сърбия от австро-унгарските войски. През есента на 1915 г. търпи поражение под обединения натиск на австро-унгарци, германци и българи, но успява да избяга с разбитата войска през Албания на остров Корфу. През 1916 г. е освободен от командването, поради лошото си здравословно състояние.